# Álvaro Obregón Salido
Álvaro Obregón Salido va néixer a la hisenda de Siquisiva, Sonora, el 19 de febrer de 1880. Va ser president constitucional de Mèxic del 1920 al 1924, i va morir en la Ciutat de Mèxic el 17 de juliol de 1928.
Álvaro Obregón va ser el cap de l'Exèrcit del Nord-oest durant la revolució constitucionalista. El 1914 va signar els tractats de Teoloyucan i va ser el primer general revolucionari que va ocupar la Ciutat de Mèxic després de la renúncia de Victoriano Huerta. També va derrotar a Francisco Villa en les batalles del Baix de sorra el 1915, en les quals va perdre el braç dret. Álvaro Obregón va donar la rebel·lió de "Agua Prieta" contra Venustiano Carranza el 1920. I va triomfar en les eleccions presidencials celebrades durant el govern d'Adolfo de la Huerta després de Venustiano Carranza, que sota la seva administració va començar la reconstrucció de Mèxic després de 10 anys de violència.
Obregón va atendre l'educació pública, el deute amb els creditors internacionals, la revitalització de la infraestructura destruïda, entre altres urgències. Després d'haver conclòs el seu període presidencial es va retirar a atendre els seus negocis particulars mentre el Congrés reformava la constitució per a permetre la reelecció.
Aquesta reforma li permeté presentar-se a les eleccions de 1928 i guanyar-les, malgrat les greus protestes i acusacions de frau que sorgiren. Havia de prendre possessió l'ú de desembre. El 17 de juliol, però, assistí a un esmorzar d'homenatge que li oferien els diputats de l'estat de Guanajuato al restaurant campestre "La Bombilla", al suburbi de San Ángel, al sud de la ciutat. A mig àpat, José de León Toral, militant de la "Asociación Católica de la Juventud Mexicana", "ACJM", fent-se passar per dibuixant, s'apropà al president electe i li oferí fer-li una caricatura. Quan aquest accedí divertit, Toral tragué una pistola i disparà contra Obregón, matant-lo a l'instant.
Anys més tard se sostingué la tesi que el polític hauria rebut més de sis trets, de calibres diferents, alguns d'escopeta, i que no s'haurien sentit degut al gran rebombori que es va formar després del primer. Aquesta teoria de la conspiració mai no ha estat, fins avui, confirmada ni desmentida.